# Alois Sladek
Alois Sladek (* 26. November 1903 in Turn bei Teplitz; † 26. April 1987 in Tegernheim) war ein österreichischer, deutscher Kommunalpolitiker und Verbandsfunktionär (AWO).

## Biografie

### Ausbildung und Beruf
Nach dem Besuch der Volks- und Bürgerschule studierte Sladek Elektrotechnik und Maschinenbau mit Abschluss und absolvierte die Meisterprüfung im Installationsgewerbe. Er arbeitete anschließend 16 Jahre lang als Techniker bzw. Ingenieur und machte sich in Haustechnik und Wasserbau selbstständig. Von 1940 bis 1945 war er Soldat im Zweiten Weltkrieg und geriet in Kriegsgefangenschaft. Ab 1946 war er stellvertretender Leiter des Wasserwerks Regensburg, später Leiter des Maschinenamts und des städtischen Kranenbetriebs.

### Politik
Sladek war von 1952 bis 1966 Vertreter der SPD
im Stadtrat von Regensburg. Er war Vorsitzender des Bezirksverbands Niederbayern/Oberpfalz der Arbeiterwohlfahrt und stellvertretender Landesvorsitzender der Arbeiterwohlfahrt Bayern.
Von 1976 bis 1978 war Sladek Mitglied des Bayerischen Senats.

### Ehrungen
- Verdienstkreuz 1. Klasse des Verdienstordens der Bundesrepublik Deutschland, Bonn, den 23. Juni 1981 durch Bundespräsident Carstens.[1]
- Die Marie-Juchacz-Plakette der Arbeiterwohlfahrt wurde ihm 1973 verliehen.